# روي إنجل
روي إنجل (بالإنجليزية: Roy Engel)‏ (و. 1913 – 1980 م) هو ممثل، وممثل تلفزيوني، من الولايات المتحدة الأمريكية، ولد في مدينة نيويورك، توفي في بربانك، كاليفورنيا، عن عمر يناهز 67 عاماً.

## وصلات خارجية
- روي إنجل على موقع IMDb (الإنجليزية)
- روي إنجل على موقع ألو سيني (الفرنسية)
- روي إنجل على موقع أول موفي (الإنجليزية)
- روي إنجل على موقع قاعدة بيانات الأفلام السويدية (السويدية)
- روي إنجل على موقع قاعدة بيانات الفيلم (الإنجليزية)
- روي إنجل على موقع كينوبويسك (الروسية)